# Butler (Dakota del Sud)
Butler è un centro abitato (town) degli Stati Uniti d'America, situato nella contea di Day nello Stato del Dakota del Sud. La popolazione era di 17 persone al censimento del 2010.

## Storia
Butler è stata progettata nel 1887, e prende questo nome in onore di Harrison Butler, il proprietario originale del sito.

## Geografia fisica
Butler è situata a 45°15′29″N 97°42′49″W (45.258174, -97.713673).
Secondo lo United States Census Bureau, ha un'area totale di 0,29 miglia quadrate (0,75 km²).

## Società

### Evoluzione demografica
Secondo il censimento del 2010, c'erano 17 persone.

### Etnie e minoranze straniere
Secondo il censimento del 2010, la composizione etnica della città era formata dal 100,0% di bianchi.